# Deleatidium patricki
Deleatidium patricki is een haft uit de familie Leptophlebiidae. De wetenschappelijke naam van de soort is voor het eerst geldig gepubliceerd in 2008 door Hitchings.
De soort komt voor in het Australaziatisch gebied.